# Casa de la Coma
La Casa de la Coma és una obra de la Vall de Bianya (Garrotxa) inclosa a l'Inventari del Patrimoni Arquitectònic de Catalunya.

## Descripció
És un gran casal de planta rectangular i teulat a dues aigües amb els vessants vers les façanes principals. Disposa de baixos, per acollir-hi el ramat; planta, pis i golfes. Unida a la casa hi ha una àmplia pallissa de planta rectangular i teulat a dues aigües. A la façana de migdia hi ha un ampli badiu i quatre arcades de punt rodó.
La Coma és encara habitada i es troba arrecerada a la muntanya; les balconades s'obren sobre el torrent de Porreres, mentre que la porta d'entrada queda al mur oposat. A l'interior hi ha una gran taula a la sala de convit, i una menuda estança que, segons l'avi de la casa, havia estat un oratori.

## Història
No hi ha dades històriques però la seva arquitectura és testimoni d'un passat llunyà i l'existència, a l'interior, d'un oratori referma la idea de passat important de la masia, si es té en compte la proximitat geogràfica de Sant Andreu de Porreres.